# 셰리 식초
셰리 식초(스페인어: vinagre de jerez 비나그레 데 헤레스[*], 영어: sherry vinegar)는 셰리를 발효시켜 만드는 식초이다. 스페인 서남부 안달루시아 지방의 "셰리 삼각지대"(헤레스데라프론테라–산루카르데바라메다–엘푸에르토데산타마리아)에서 생산된다.